# Chevillon (Yonne)
Chevillon foi uma comuna francesa na região administrativa de Borgonha-Franco-Condado, no departamento de Yonne. Estendia-se por uma área de 12,95 km². Em 2010 a comuna tinha 309 habitantes (densidade: 23,9 hab./km²).
Em 1 de janeiro de 2016, passou a formar parte da nova comuna de Charny Orée de Puisaye.